# Reg Whitcombe
Reg Whitcombe, född 1898, död 1957, var en engelsk golfspelare.
Whitcombe kom tvåa efter Henry Cotton 1937 i majortävlingen The Open Championship på Carnoustie. 1938 vann han tävlingen på Royal St. George's i Sandwich på 295 slag, två slag före Jimmy Adams. Han deltog i Ryder Cup 1935.
Han var klubbprofessional på Parkstone Golf Club från 1926 fram till sin död 1956. På klubben finns hans medalj från segern i The Open Championship.
| Majorsegrare genom tiderna                                                                                      |              |               |                |                  |
| 200 olika spelare har vunnit i herrarnas majortävlingar. Reg Whitcombe var den 69:e spelaren som vann en major. |              |               |                |                  |
| 1:a | 68:e         | 69:e          | 70:e           | 200:e            |
| Willie Park Sr                                                                                                  | Henry Picard | Reg Whitcombe | Richard Burton | Louis Oosthuizen |
| Lista över golfens majorsegrare                                                                                 |              |               |                |                  |